# Sindaci di Livorno
Di seguito l'elenco cronologico dei sindaci di Livorno e delle altre figure apicali equivalenti che si sono succedute nel corso della storia.

## Repubblica di Pisa (fino al 1407)
- 1370: Giovanni Gualandi
- 1372: Piero Gualandi
- 1385: Ranieri Gualandi
- 1400: Mariano Gualandi
- 1403: Giovanni Frassace
- 1405: Guglielmo Angiolini

## Repubblica di Genova (1407-1421)
- 1408-1413: Battista da Montaldo

## Repubblica di Firenze (1421-1532)
- 1421: Marcello Strozzi, Giovanni Vespucci, castellano
- 1423: Jacopo Gianfigliazzi
- 1426: Marcello Strozzi
- 1428: Escolaio da Sommaia
- 1430: Nicolao Dugho
- 1431: Bonsignore Spinelli
- 1433: Pietro dei Marchi
- 1441: Simone Guiducci
- 1442: Tommaso Scolaro de Ciacchi
- 1443: Alessandro degli Alessandri, Ugolino Martelli, Filippo del Bugliaffo, Bartolomeo degli Orlandini
- 1444: Ugolino Martelli, Vincenzo Ginori
- 1445: Antonio Ricci, Giovanni di Baron Cappegli
- 1446: Mariotto Segni, Manetto de' Carnesecchi, Jacopo Berlinghieri, Antonio Ricci
- 1448: Giovanni del Caccia
- 1450: Mariotto Segni
- 1452: Tommaso Corbinelli, Rosso Ridolfi,, Giorgio Aldobrandini, Tommaso Corbinelli
- 1453: Alderotto Pitti, Daniello Canigiani (Sopracciò delle Rocche), Aldobrandino di Giorgio Aldobrandini
- 1456: Tommaso Corbinelli
- 1461: Alderotto Pitti
- 1467: Vanni Rucellai
- 1468: Giovanni Caccia
- 1470: Andrea Alamanni, Francesco Cortigiani
- 1471: Tommaso Domenico Fagiuoli, Daniello Canigiani, Zanobi Paolo da Ghiacceto
- 1471: Brunetto Aldobrandini, Giovanni dell'Antella, Alamanno Rinuccini
- 1473: Tommaso Fagiuoli, Luigi Lapaccini, Bernardo Vespucci
- 1474: Gualterotto Riccarbani, Marco Salviati, Luigi Lapaccini
- 1475: Bernardo Vespucci, Cosimo Masi, Vanni Rucellai, Giovanni Caccia, Andrea Alamanni, Tommaso Fagiuoli, Brunetto Aldobrandini
- 1476: Tommaso Biliotti, Antonio Ferrucci, Manno Signorini, Pegolotto Pegolotti, Filippo Magli
- 1477: Lotto Lotti, Mancino Sostegni, Antonio Bondelmonti
- 1478: Manno Signorini, Niccolò della Stufa, Mancino Sostegni
- 1479: Betto Rustichi, Marco Bartoli, Francesco Tornabuoni, Alberto d'Antonio di Niccola
- 1480: Giovanni Strada, Giovanni Rustichi, Francesco della Stufa, Antonio Sapiti, Zanobi Borgognoni
- 1481: Bindaccio Buoninsegna, Jacopo Ventura, Alamanno Alamanni
- 1482: Pietro Bernarndo Bernardi
- 1483: Ridolfo Falconi
- 1484: Scolaro da Sommaia
- 1485: Tommaso Deti, Tommaso Franceschi, Alberto d'Antonio di Niccola
- 1486: Cosimo Masi, Alessandro da Filicaia, Mariotto Segni, Pietro Orsilago, Leonardo Carnesecchi
- 1487: Zanobi Frasca, Pagolo de Riccabuoni, Ranieri Bagnesi
- 1488: Piero Lapi
- 1489: Ranieri Bagnesi, Guglielmo Altoviti, Alessandro dei Cianci
- 1490: Piero Capponi, Filippo dell'Antella, Carlo Nobili
- 1491: Filippo dell'Antella
- 1492: Giovanni Borghini, Manetto....
- 1493: Giovanni Lorenzi
- 1494: Salvestro Lapi, occupazione francese e pisana, Andrea Galletti, Odoardo Rosselmini, Jacopo Papponi
- 1495: Piero Vespucci
- 1496: Bettino Ricasoli
- 1497: Berto da Filicaia
- 1498: Pietro Vespucci
- 1501: Antonio da Filicaia
- 1503: Giovanni Borghini
- 1504: Niccolò Nobili
- 1506: Alamanno Salviati
- 1509: FIlippo Arrigucci, Antonio Pezzini (livornese)
- 1510: Antonio Vespucci
- 1511: Roberto Acciaioli
- 1516: Piero Vespucci
- 1518: Zanobi Giugni
- 1522: Giacomo Ginori
- 1525: Giovanni Federighi
- 1527: Filippo Strozzi, commissario
- 1528: Francesco Sacchetti, Galeotto da Barga
- 1531: (sotto il principato mediceo) Antonio del Rabatta
- 1532: Giovanni Moro
- 1537: Fazio da Pisa
- 1541: Juan Pasquier (spagnolo)
- 1543: Chiarissimo de' Medici, Bernardo degli Alberti
- 1544: Juan Ladron (spagnolo)
- 1546: Giovanni Compagni
- 1548: Bernardino Rustici (provveditore)
- 1556: Girolamo degli Albizi, Cristobal Riveira (spagnolo)
- 1561: Niccolò Gentile (napoletano)
- 1566: Giovanni Compagni
- 1568: Filippo Guerrazzi
- 1569: Aurelio Fregoso (genovese)
- 1573: Bernardo Strozzi
- 1575: Andrea Macigni
- 1577: Cesare Canaviglia (napoletano)
- 1578: Lanfredino Lanfredini
- 1581: Cosimo Paganelli, Alessandro Puccini
- 1583: cav. Fabio Galerati
- 1587: Matteo Forestani, Benedetto Mazzinghi, cav. Giovanni Manoli Volterra (greco)
- 1591: Bernardo Vaglienti, Giovanni Manoli Volterra riceve il titolo di governatore di Livorno.

## Ducato di Firenze (1532-1569)
- 1532: Giovani Moro
- 1537: Fazio da Pisa
- 1541: Juan Pasquier
- 1543: Chiarissimo dei Medici, Bernardo degli Alberti
- 1544: Juan Ladron
- 1546: Giovanni Compagni
- 1548: Bernardino Rustici
- 1556: Girolamo degli Albizi, Cristobal de Riveira
- 1561: Niccolò Gentile
- 1566: Giovanni Compagni
- 1568: Filippo Guerrazzi

## Granducato di Toscana (1569-1808)
Capitani (1569-1594)
- 1569: Aurelio Fregoso
- 1573: Bernardo Strozzi
- 1575: Andrea Macigni
- 1577: Cesare Canaviglia
- 1578: Lanfredino Lanfredini
- 1581: Cosimo Paganelli, Alessandro Puccini
- 1583: Fabio Galerati
- 1587: Matteo Forestani, Bernardetto Mazzinghi, Giovanni Manoli Volterra
- 1591: Bernardo Vaglienti, Giovanni Manoli Volterra (primo governatore)

Gonfalonieri non togati (1594-1605)
- 1594: Gismondo Ciurini
- 1595: Pier Maria Castellani e Girolamo Cartoni
- 1596: Niccolò Sassetti e Bastiano Campani
- 1597: Niccolò Sassetti e Paolo Parelli
- 1598: Gismondo Ciurini
- 1599: Cesare Visconti e Pier Maria Castellani
- 1600: Michele Lepri e Bastiano Lazzeri
- 1601: Paolo Parelli e Cesare Visconti
- 1602: Antonio Sella e Pier Maria Castellani
- 1603: Alessandro Bonaiuti e Cammillo Turchetti
- 1604: Pezzino Pezzini
- 1605: Bastiano Balbiani e Cammillo Turchetti

Gonfalonieri togati (1606-1780)
- 1606: dott. Bernardetto Borromei
- 1607: Antonio Sella e Gismondo Ciurini
- 1608: Fretta Scarpi e Orazio Erbucci
- 1609: Antonio Puliti e Cesare Visconti
- 1610: Bastano Balbiani e Antonio Sella
- 1611: Pezzino Pezzini e Pier Francesco Tamagni
- 1612: Pezzino Pezzini e Cesare Visconti
- 1613: Cesare Scapri e Cammillo Turchetti
- 1614: Bastiano Balbiani e Gismondo Ciurini
- 1615: Cammillo Turchetti e Pezzino Pezzini
- 1616: Vincenzo Erbucci e Gismondo Ciurini
- 1617: Giovanni Antonio Frugoni e Orazio Erbucci
- 1618: Jacopo Antonio Cresci e Pier Francesco Tamagni
- 1619: Cesare Scarpi e Alessandro Puccianti
- 1620: Giovanni Senni e Bastiano Balbiani
- 1621: Antonio Dominici e Francesco Bianchi
- 1622: Giorgio Pinto De Vega e Cammillo Turchetti
- 1623: Francesco Bianchi e Orazio Erbucci
- 1624: Pezzino Pezzini e Andrea Dominici
- 1625: Cammillo Turchetti e Giovanni Battista Celli
- 1626: Carlo Di Lorenzo e Giovanni Battista Frugoni
- 1627: Pietro Paci e Gismondo Ciurini
- 1628: Giovanni Battista Frugoni e Orazio Monti
- 1629: Carlo Di Lorenzo e Lutio Mattei
- 1630: Battista D'Agnolo e Gismondo Ciurini
- 1631: Giuseppe Balbiani e Giorgio Pavoli
- 1632: Gismondo Ciurini e Lutio Mattei
- 1633: Bastiano D'Angelo e Giovanni Battista Frugoni
- 1634: Giovanni Stefano Boccalandro e Biagio De Franco
- 1635: Ferdinando Lazzeri e Giovanni Manfredini
- 1636: Giovanni Battista Frugoni e Giuseppe Balbiani
- 1637: Biagio De Franco e Terenzio Chellini
- 1638: Ferdinando Lazzeri e Domenico Frosini
- 1639: Giuseppe Balbiani e Niccolò Vandesten
- 1640: Belisario Landi e Francesco Franceschi
- 1641: Pietro Cremoni e Origene Marchant
- 1642: Niccoletto Niccoletti e Francesco Bianchi
- 1643: Belisario Landi e Cesare Monti
- 1644: Giovanni Cannesi e Giorgio Wierts
- 1645: Terenzio Mellini e Ferdinando Lazzeri
- 1646: Giovanni Cannesi e Francesco Pazzini
- 1647: Bernardo Cartoni e Cesari Monti
- 1648: Domenico Ruschi e Belisario Landi
- 1649: Giovanni Canneri e Francesco Frugoni
- 1650: Pietro Cremoni e Tommaso Nasali
- 1651: Francesco Franceschi e Francesco Torsi
- 1652: Francesco Franceschi e Alessandro Bitossi
- 1653: Francesco Torsi e Dario Angioletti
- 1654: Belisario Landi e Anton Francesco Formigli
- 1655: Cesare Monti e Lorenzo Angeli
- 1656: Giovanni Canneri e Giovan Francesco Landi
- 1657: Tommaso Nasali e Giuseppe D'Angeli
- 1658: Silvestro Cartoni e Dario Angioletti
- 1659: Francesco Torsi e Alessandro Signorini
- 1660: Lorenzo Petrini e Ottavio Frugoni
- 1661: Giuseppe D'Angeli e Pandolfo Tidi
- 1662: Dario Angioletti e Lorenzo Angeli
- 1663: Anton Francesco Formigli e Francesco Torsi
- 1664: Alessandro Signorini e Francesco Torsi
- 1665: Ottavio Frugoni e Lorenzo Petrini
- 1666: Dario Angioletti e Francesco Landi
- 1667: Lorenzo Angeli e Francesco Franceschi
- 1668: Giuseppe D'Angeli e Salvatore Ascani
- 1669: Carlo Casali e Antonio Borgi
- 1670: Carlo Casali e Dario Angioletti
- 1671: Francesco Torsi e Ottavio Frugoni
- 1672: Pier Tommaso Frosini e Antonio Huner
- 1673: Carlo Casali e Giuseppe D'Angeli
- 1674: Lodovico Monti e Francesco Torsi
- 1675: Ottavio Frugoni
- 1676: ?
- 1677: ?
- 1678: Alessandro Farinola
- 1679: ?
- 1680: ?
- 1681: Giovanni Bujeri e Giovan Francesco Pietrasanta
- 1682: Giuseppe D'Angeli e Francesco Cotolendi
- 1683: Bartolommeo Franceschi e Lorenzo Cartoni
- 1684: Antonio Ottavio Frugoni e Beniamino Sproni
- 1685: Carlo Casali e Bartolommeo Franceschi
- 1686: Antonio Torsi e Giovanni Bujeri
- 1687: Giovan Battista Dell'Aquila e Giovanni Giuseppe Frosini
- 1688: Stefano Cardi e Carlo Casali
- 1689: Beniamino Sproni e Bartolommeo Franceschi
- 1690: Lorenzo Cartoni e Giovan Battista Dell'Aquila
- 1691: Carlo Casali
- 1692: Giovanni Giuseppe Frosini e Giuseppe Lapini
- 1693: Giovanni Bujeri e Ottavio Frugoni
- 1694: Beniamino Sproni e Lorenzo Cartoni
- 1695: Giovanni Antonio Forti e Giuseppe Lapini
- 1696: Giovanni Giuseppe Frosini e Lorenzo Cartoni
- 1697: don Andrea De Silva e Giuseppe Lapini
- 1698: Giovanni Giuseppe Frosini e Beniamino Sproni
- 1699: Giovanni Giorgio Simonelli e Sebastiano Fabbroni
- 1700: Giovanni Battista D'Angiolo
- 1701: Beniamino Sproni e Giovanni Federigo Tidi
- 1702: Ranieri Battista D'Angiolo e Beniamino Sproni
- 1703: Eusebio Dell'Aquila e Domenico Pietrasanta
- 1704: Giovanni Giorgio Simonelli e Lorenzo Cartoni
- 1705: Beniamino Sproni e Eusebio Dell'Aquila
- 1706: Giuseppe Lapini
- 1707: marchese Alessandro Luigi Catelani e Lorenzo Cartoni
- 1708: Stefano Cardi e Eusebio Dell'Aquila
- 1709: Domenico Pietrasanta e Giovanni Giorgio Simonelli
- 1710: Giuseppe Lapini e Luigi Cotolendi
- 1711: Valentino Farinola e Ranieri Battista D'Angiolo
- 1712: Giovanni Giorgio Simonelli e Domenico Pietrasanta
- 1713: Luigi Cotolendi e Valentino Farinola
- 1714: Tommaso Balbiani e Giovanni Giorgio Simonelli
- 1715: Jacopo Pigliù e Eusebio Dell'Aquila
- 1716: Antonio Battista D'Angiolo e Francesco Franceschi
- 1717: Jacopo Pigliù e Onorato Gabbrielli
- 1718: Antonio Giovan Battista D'Angiolo e Tommaso Pratesini
- 1719: Giuseppe Lapini e Tommaso Balbiani
- 1720: Jacopo Pigliù e Beniamino Sproni
- 1721: Francesco Maria Torsi
- 1722: Beniamino Sproni e Jacopo Pigliù
- 1723: Giovan Battista De Filippi e Tommaso Pratesini
- 1724: Giovan Battista Batacchi e Francesco Damiani
- 1725: Francesco Marchant e Antonio Giovan Battista D'Angiolo
- 1726: Antonio Ermenegildo De Lorenzi e Gaspero Luigi Vincenti
- 1727: Giuseppe Lapini e Francesco Maria Torsi
- 1728: Tommaso Pratesini e Antonio Giovan Battista D'Angiolo
- 1729: Tommaso Balbiani e Giuseppe Lapini
- 1730: Jacopo Pigliù e Francesco Marchant
- 1731: Jacopo Luzio Sproni e Giovanni Pietro Finocchietti
- 1732: Francesco Maria Torsi e Tommaso Balbiani
- 1733: Lorenzo Pratesini e Giovan Battista De Filippi
- 1734: Francesco Marchant
- 1735: Bartolommeo Tordoli e Giuseppe Maria Vincenti
- 1736: Antonio Giovan Battista D'Angiolo e Tommaso Balbiani
- 1737: Giovanni Battista Batacchi e Bartolommeo Francesco Simonelli
- 1738: Filippo Guglielmo Huigens e Giuseppe Maria Vincenti
- 1739: Lorenzo Pratesini e Antonio Battista D'Angiolo
- 1740: Jacopo Pigliù e Francesco Maria Torsi
- 1741: Eusebio Bonfigli e Giovanni Pietro Finocchietti
- 1742: Giuseppe Maria Vincenti e Filippo Guglielmo Huigens
- 1743: Jacopo Pigliù e Francesco Maria Torsi
- 1744: Lorenzo Pratesini e Bartolommeo Francesco Simonelli
- 1745: Jacopo Pigliù e Filippo Guglielmo Huigens
- 1746: Giovanni Pietro Finocchietti e Tommaso Balbiani
- 1747: Antonio Rodriguez e Giuseppe Maria Vincenti
- 1748: Jacopo Pigliù e Bartolommeo Francesco Simonelli
- 1749: Alessandro Farinola e Francesco Maria Torsi
- 1750: Jacopo Pigliù e Filippo Guglielmo Huigens
- 1751: Bartolommeo Francesco Simonelli e Alessandro Farinola
- 1752: Fortunato Michon e Antonio Rodriguez
- 1753: Ferdinando Giorgio Alessandri e Lazzero Damiani
- 1754: Fabio Maria Mariano Maggi e Ferdinando Sproni
- 1755: Lazzero Damiani e Filippo Guglielmo Huigens
- 1756: Giuliano Tommaso Ricci e Bartolommeo Francesco Simonelli
- 1757: Ferdinando Giorgio Alessandri e Benedetto Balbiani
- 1758: Fortunato Michon e Giuliano Tommaso Ricci
- 1759: Lazzero Damiani e Giuliano Tommaso Ricci
- 1760: Ferdinando Giorgio Alessandri e Filippo Guglielmo Huigens
- 1761: Benedetto Balbiani e Giuseppe Maria Vincenti
- 1762: Giovanni Mazzoni e Michelangiolo Bicchierai
- 1763: Mariano Maggi e Lazzaro Damiani
- 1764: Giuseppe Maria Vincenti e Ferdinando Giorgio Alessandri
- 1765: Benedetto Balbiani e Giovanni Mazzoni
- 1766: Ferdinando Sproni e Giuseppe Maria Vincenti
- 1767: Michelangiolo Bicchierai e Giulio Tordoli
- 1768: Pietro Diodato Michon e Giovanni Mazzoni
- 1769: Giuliano Tommaso Ricci e Giulio Tordoli
- 1770: Giuseppe Michon e Michelangiolo Bicchierai
- 1771: Ferdinando Sproni e Giovanni Mazzoni
- 1772: Pietro Diodato Michon e Giuliano Tommaso Ricci
- 1773: Giulio Cesare Tordoli e Giuseppe Maria Michon
- 1774: Giuliano Tommaso Ricci e conte Bernardo Cartoni
- 1775: Giuseppe Alessandri e Michelangiolo Bicchierai
- 1776: Giacomo Valentino Farinola e Giuseppe Maria Michon
- 1777: Giuseppe Maria Sampieri e Ferdinando Sproni
- 1778: Pietro Michon e Giuliano Tommaso Ricci
- 1779 - 31 maggio 1780: Giuseppe Alessandri e Pompeo Baldasseroni

Gonfalonieri (1780-1808)
| Periodo                             | Amministratore              | Carica       |
| ----------------------------------- | --------------------------- | ------------ |
| 1º aprile 1780 - 31 maggio 1781     | Giacomo Valentino Farinola  | Gonfaloniere |
| 1º aprile 1781 - 31 maggio 1782     | Giovan Paolo Lorenzi        | Gonfaloniere |
| 1º aprile 1782 - 31 maggio 1783     | Giovanni Filippo Rodriguez  | Gonfaloniere |
| 1º aprile 1783 - 31 maggio 1784     | Filippo Neri Bracci Cambini | Gonfaloniere |
| 1º aprile 1784 - 31 maggio 1785     | Giulio Cesare Tordoli       | Gonfaloniere |
| 1º aprile 1785 - 31 maggio 1786     | Francesco Franceschi        | Gonfaloniere |
| 1º aprile 1786 - 31 maggio 1787     | Giuseppe Maria Sampieri     | Gonfaloniere |
| 1º aprile 1787 - 31 maggio 1788     | Filippo Berti               | Gonfaloniere |
| 1º aprile 1788 - 31 maggio 1789     | Giulio Cesare Tordoli       | Gonfaloniere |
| 1º aprile 1789 - 31 maggio 1790     | Filippo Neri Bracci Cambini | Gonfaloniere |
| 1º aprile 1790 - 31 maggio 1791     | Paolo Valentino Farinola    | Gonfaloniere |
| 1º aprile 1791 - 31 maggio 1792     | Giuliano Tommaso Ricci      | Gonfaloniere |
| 1º aprile 1792 - 31 maggio 1793     | Pietro Michon               | Gonfaloniere |
| 1º aprile 1793 - 31 maggio 1794     | Giovanni Ottavio Frugoni    | Gonfaloniere |
| 1º aprile 1794 - 31 maggio 1795     | Francesco Sproni            | Gonfaloniere |
| 1º aprile 1795 - 31 maggio 1796     | Paolo Valentino Farinola    | Gonfaloniere |
| 1º aprile 1796 - 31 maggio 1797     | Andrea Ranieri Torsi        | Gonfaloniere |
| 1º aprile 1797 - 31 maggio 1798     | Francesco Franceschi        | Gonfaloniere |
| 1º aprile 1798 - 31 maggio 1799     | Domenico Bartolucci         | Gonfaloniere |
| 1º aprile 1799 - 30 novembre 1799   | Domenico De Mattei          | Gonfaloniere |
| 1º dicembre 1799 - 30 novembre 1800 | Ranieri D'Angiolo           | Gonfaloniere |
| 1º dicembre 1800 - 31 maggio 1802   | Domenico De Mattei          | Gonfaloniere |
| 1º aprile 1802 - 31 maggio 1803     | Francesco Bicchierai        | Gonfaloniere |
| 1º aprile 1803 - 31 maggio 1804     | Pietro Paolo Strambi        | Gonfaloniere |
| 1º aprile 1804 - 31 maggio 1805     | Cesare Anichini             | Gonfaloniere |
| 1º aprile 1805 - 31 maggio 1806     | Carlo Maria Lorenzi         | Gonfaloniere |
| 1º aprile 1806 - 31 maggio 1807     | Michele Saraff              | Gonfaloniere |
| 1º aprile 1807 - 11 maggio 1808     | Andrea Ranieri Torsi        | Gonfaloniere |

## Primo Impero francese (1808-1814)
| Periodo                         | Amministratore       | Carica |
| ------------------------------- | -------------------- | ------ |
| 12 maggio 1808 - 31 maggio 1812 | Francesco Sproni     | Maire  |
| 1º aprile 1812 - 31 maggio 1813 | Michele Saraff       | Maire  |
| 1º aprile 1813 - 4 aprile 1814  | Luigi Leonardo Coppi | Maire  |

## Granducato di Toscana (1814-1859)
| Periodo                            | Amministratore                     | Carica           |
| ---------------------------------- | ---------------------------------- | ---------------- |
| 5 aprile 1814 - 31 dicembre 1814   | avv. Antonio Maggi                 | Gonfaloniere     |
| 1º gennaio 1815 - 31 dicembre 1816 | Albizzo Martellini                 | Gonfaloniere     |
| 1º gennaio 1817 - 31 dicembre 1819 | Francesco Bicchierai               | Gonfaloniere     |
| 1º gennaio 1820 - 31 dicembre 1831 | Ferdinando Sproni                  | Gonfaloniere     |
| 1º gennaio 1832 - 31 dicembre 1834 | avv. Tommaso Maggi                 | Gonfaloniere     |
| 1º gennaio 1835 - 31 dicembre 1840 | Albizzo Martellini                 | Gonfaloniere     |
| 1º gennaio 1841 - febbraio 1844    | Ferdinando Sproni                  | Gonfaloniere     |
| 8 marzo 1844 - 31 dicembre 1846    | dott. Alessandro Malenchini        | Gonfaloniere     |
| 1º gennaio 1847 - maggio 1848      | conte François Jacques de Larderel | Gonfaloniere     |
| maggio 1848 - ?                    | Michele D'Angiolo                  | facente funzioni |
| ? - settembre 1848                 | Luigi Baganti                      | facente funzioni |
| 15 settembre 1848 - ottobre 1849   | conte avv. Luigi Fabbri            | Gonfaloniere     |
| ottobre 1849 - maggio 1850         | Niccola Niccolai Gamba             | Gonfaloniere     |
| maggio 1850 - 31 dicembre 1857     | avv. Luigi Fabbri                  | Gonfaloniere     |
| 1º gennaio 1858 - 1859             | Michele D'Angiolo                  | Gonfaloniere     |

## Regno d'Italia (1859-1946)
| Gonfalonieri nominati dal governo (1859-1865)              | Gonfalonieri nominati dal governo (1859-1865)             | Gonfalonieri nominati dal governo (1859-1865) | Gonfalonieri nominati dal governo (1859-1865) | Gonfalonieri nominati dal governo (1859-1865) | Gonfalonieri nominati dal governo (1859-1865) |
| Sindaco                                                    | Sindaco                                                   | Partito                                       | Partito                                       | Mandato                                       | Mandato                                       |
| Sindaco                                                    | Sindaco                                                   | Partito                                       | Partito                                       | Inizio                                        | Fine                                          |
| ---------------------------------------------------------- | --------------------------------------------------------- | --------------------------------------------- | --------------------------------------------- | --------------------------------------------- | --------------------------------------------- |
|                                                            | Michele D'Angiolo                                         | ?                                             | ?                                             | 1859                                          | 31 dicembre 1863                              |
|                                                            | Carlo Cecconi (facente funzioni)                          | ?                                             | ?                                             | 1º gennaio 1864                               | aprile 1865                                   |
|                                                            | Michele Palli (facente funzioni)                          | ?                                             | ?                                             | aprile 1865                                   | settembre 1865                                |
|                                                            | Carlo Guala (Regio delegato straordinario)                | –                                             | –                                             | settembre 1865                                | dicembre 1865                                 |
| Sindaci nominati con Regio decreto (1865-1889)             |                                                           |                                               |                                               |                                               |                                               |
| Sindaco                                                    | Sindaco                                                   | Partito                                       | Partito                                       | Mandato                                       | Mandato                                       |
| Sindaco                                                    | Sindaco                                                   | Partito                                       | Partito                                       | Inizio                                        | Fine                                          |
|                                                            | Eugenio Sansoni                                           | ?                                             | ?                                             | dicembre 1865                                 | 18 febbraio 1867                              |
|                                                            | Augusto Caputi (facente funzioni)                         | ?                                             | ?                                             | 18 febbraio 1867                              | 1º maggio 1867                                |
|                                                            | Michele Palli (facente funzioni)                          | ?                                             | ?                                             | 1º maggio 1867                                | 14 agosto 1868                                |
|                                                            | Carlo Guala (Regio delegato straordinario)                | –                                             | –                                             | 14 agosto 1868                                | 26 dicembre 1868                              |
|                                                            | Francesco Domenico Guerrazzi (facente funzioni)           | ?                                             | ?                                             | 26 dicembre 1868                              | 6 settembre 1869                              |
|                                                            | Pietro Leggi (Regio delegato straordinario)               | –                                             | –                                             | 6 settembre 1869                              | 11 aprile 1870                                |
|                                                            | Federigo De Larderel                                      | ?                                             | ?                                             | 11 aprile 1870                                | aprile 1874                                   |
|                                                            | David Carlotti (Regio delegato straordinario)             | –                                             | –                                             | aprile 1874                                   | luglio 1874                                   |
|                                                            | Eugenio Sansoni (facente funzioni)                        | ?                                             | ?                                             | luglio 1874                                   | agosto 1874                                   |
|                                                            | Emilio Lambardi (facente funzioni)                        | ?                                             | ?                                             | agosto 1874                                   | novembre 1876                                 |
|                                                            | Michele Carta Mameli (Regio delegato straordinario)       | –                                             | –                                             | novembre 1876                                 | marzo 1877                                    |
|                                                            | Andrea Giovannetti                                        | ?                                             | ?                                             | marzo 1877                                    | febbraio 1879                                 |
|                                                            | Ottorino Giera (facente funzioni)                         | ?                                             | ?                                             | febbraio 1879                                 | ottobre 1879                                  |
| Ottorino Giera                                             | ottobre 1879                                              | ?                                             | ?                                             | maggio 1881                                   |                                               |
|                                                            | Giovan Battista Castellani (Regio delegato straordinario) | –                                             | –                                             | maggio 1881                                   | agosto 1881                                   |
|                                                            | Dario Cassuto (facente funzioni)                          | ?                                             | ?                                             | agosto 1881                                   | ottobre 1881                                  |
|                                                            | Olinto Fernandez (facente funzioni)                       | ?                                             | ?                                             | ottobre 1881                                  | dicembre 1881                                 |
|                                                            | Piero Donnini                                             | ?                                             | ?                                             | dicembre 1881                                 | gennaio 1883                                  |
|                                                            | Olinto Fernandez (facente funzioni)                       | ?                                             | ?                                             | gennaio 1883                                  | luglio 1884                                   |
| Olinto Fernandez                                           | luglio 1884                                               | ?                                             | ?                                             | novembre 1885                                 |                                               |
|                                                            | Alfonso De Conti (Regio delegato straordinario)           | –                                             | –                                             | novembre 1885                                 | aprile 1886                                   |
|                                                            | Niccola Costella (facente funzioni)                       | ?                                             | ?                                             | aprile 1886                                   | settembre 1886                                |
| Niccola Costella                                           | ?                                                         | ?                                             | settembre 1886                                | dicembre 1890                                 |                                               |
| Sindaci eletti dal Consiglio comunale (1889-1926)          |                                                           |                                               |                                               |                                               |                                               |
| Sindaco                                                    | Sindaco                                                   | Partito                                       | Partito                                       | Mandato                                       | Mandato                                       |
| Sindaco                                                    | Sindaco                                                   | Partito                                       | Partito                                       | Inizio                                        | Fine                                          |
|                                                            | Emilio Venturi (Regio commissario)                        | –                                             | –                                             | dicembre 1890                                 | gennaio 1891                                  |
|                                                            | Niccola Costella                                          | ?                                             | ?                                             | gennaio 1891                                  | ottobre 1893                                  |
|                                                            | Augusto Ciuffelli (Regio commissario)                     | –                                             | –                                             | ottobre 1893                                  | aprile 1894                                   |
|                                                            | Ettore Toci (facente funzioni)                            | ?                                             | ?                                             | aprile 1894                                   | ottobre 1894                                  |
|                                                            | Piero Donnini                                             | ?                                             | ?                                             | ottobre 1894                                  | dicembre 1894                                 |
|                                                            | Ettore Toci (facente funzioni)                            | ?                                             | ?                                             | dicembre 1894                                 | aprile 1895                                   |
|                                                            | Rosolino Orlando                                          | ?                                             | ?                                             | aprile 1895                                   | aprile 1897                                   |
|                                                            | Pietro Ferri (Regio commissario)                          | –                                             | –                                             | aprile 1897                                   | ottobre 1897                                  |
|                                                            | Niccola Costella                                          | ?                                             | ?                                             | ottobre 1897                                  | ottobre 1898                                  |
|                                                            | Augusto Ternavasio (Regio commissario)                    | –                                             | –                                             | ottobre 1898                                  | marzo 1899                                    |
|                                                            | Olinto Fernandez (facente funzioni)                       | ?                                             | ?                                             | marzo 1899                                    | 1º novembre 1900                              |
|                                                            | Adolfo Asioli (Regio commissario)                         | –                                             | –                                             | 1º novembre 1900                              | 7 maggio 1901                                 |
|                                                            | Francesco Ardisson                                        | ?                                             | ?                                             | 7 maggio 1901                                 | 18 novembre 1901                              |
|                                                            | Cesare Pacchiani                                          | ?                                             | ?                                             | 18 novembre 1901                              | 1º gennaio 1903                               |
|                                                            | Cesare Pacchiani (Regio commissario)                      | –                                             | –                                             | 1º gennaio 1903                               | 18 luglio 1903                                |
|                                                            | Giuseppe Malenchini                                       | ?                                             | ?                                             | 18 luglio 1903                                | 1911                                          |
|                                                            | Giovanni Targioni-Tozzetti                                | ?                                             | ?                                             | 1911                                          | 1915                                          |
|                                                            | Rosolino Orlando                                          | ?                                             | ?                                             | 1915                                          | 1920                                          |
|                                                            | Enrico Cavalieri (Commissario prefettizio)                | –                                             | –                                             | 1920                                          | 1920                                          |
|                                                            | Uberto Mondolfi                                           |                                               | Partito Socialista Italiano                   | 1920                                          | 1922                                          |
|                                                            | Adolfo Agus (Commissario prefettizio)                     | –                                             | –                                             | 1922                                          | 15 luglio 1923                                |
|                                                            | Marco Tonci Ottieri Della Ciaja                           |                                               | Partito Nazionale Fascista                    | 15 luglio 1923                                | 24 dicembre 1926                              |
| Podestà nominati dal governo (1926-1945)                   |                                                           |                                               |                                               |                                               |                                               |
| Sindaco                                                    | Sindaco                                                   | Partito                                       | Partito                                       | Mandato                                       | Mandato                                       |
| Sindaco                                                    | Sindaco                                                   | Partito                                       | Partito                                       | Inizio                                        | Fine                                          |
|                                                            | Marco Tonci Ottieri Della Ciaja                           |                                               | Partito Nazionale Fascista                    | 24 dicembre 1926                              | 28 ottobre 1933                               |
|                                                            | Ezio Visconti                                             |                                               | Partito Nazionale Fascista                    | 28 ottobre 1933                               | 26 agosto 1937                                |
|                                                            | Elmo Bracali (Commissario prefettizio)                    |                                               | Partito Nazionale Fascista                    | 27 agosto 1937                                | 30 novembre 1937                              |
|                                                            | Aleardo Campana                                           |                                               | Partito Nazionale Fascista                    | 1º dicembre 1937                              | 4 agosto 1943                                 |
| Sindaci del periodo costituzionale transitorio (1945-1946) |                                                           |                                               |                                               |                                               |                                               |
| Sindaco                                                    | Sindaco                                                   | Partito                                       | Partito                                       | Mandato                                       | Mandato                                       |
| Sindaco                                                    | Sindaco                                                   | Partito                                       | Partito                                       | Inizio                                        | Fine                                          |
|                                                            | Giorgio Stoppa (facente funzioni)                         |                                               | Partito Comunista Italiano                    | 19 luglio 1944                                | 29 luglio 1944                                |
|                                                            | Furio Diaz                                                |                                               | Partito Comunista Italiano                    | 29 luglio 1944                                | 1946                                          |

## Repubblica Italiana (dal 1946)
| Sindaci eletti dal Consiglio comunale (1946-1995)    | Sindaci eletti dal Consiglio comunale (1946-1995) | Sindaci eletti dal Consiglio comunale (1946-1995) | Sindaci eletti dal Consiglio comunale (1946-1995)              | Sindaci eletti dal Consiglio comunale (1946-1995) | Sindaci eletti dal Consiglio comunale (1946-1995) | Sindaci eletti dal Consiglio comunale (1946-1995) | Sindaci eletti dal Consiglio comunale (1946-1995) | Sindaci eletti dal Consiglio comunale (1946-1995) |
| Nominativo                                           | Nominativo                                        | Partito                                           | Partito                                                        | Partito                                           | Partito                                           | Mandato                                           | Mandato                                           | Elezione                                          |
| Nominativo                                           | Nominativo                                        | Partito                                           | Partito                                                        | Partito                                           | Partito                                           | Inizio                                            | Fine                                              | Elezione                                          |
| ---------------------------------------------------- | ------------------------------------------------- | ------------------------------------------------- | -------------------------------------------------------------- | ------------------------------------------------- | ------------------------------------------------- | ------------------------------------------------- | ------------------------------------------------- | ------------------------------------------------- |
|                                                      | Furio Diaz                                        |                                                   | Partito Comunista Italiano                                     | Partito Comunista Italiano                        | Partito Comunista Italiano                        | 1946                                              | 1951                                              | Elezione 1946                                     |
| 1951                                                 | Furio Diaz                                        | 1954                                              | Partito Comunista Italiano                                     | Partito Comunista Italiano                        | Partito Comunista Italiano                        | Elezione 1951                                     |                                                   |                                                   |
|                                                      | Nicola Badaloni                                   |                                                   | Partito Comunista Italiano                                     | Partito Comunista Italiano                        | Partito Comunista Italiano                        | Elezione 1951                                     | 1954                                              | 1956                                              |
| 1956                                                 | Nicola Badaloni                                   | 1960                                              | Partito Comunista Italiano                                     | Partito Comunista Italiano                        | Partito Comunista Italiano                        | Elezione 1956                                     |                                                   |                                                   |
| 1960                                                 | Nicola Badaloni                                   | 1964                                              | Partito Comunista Italiano                                     | Partito Comunista Italiano                        | Partito Comunista Italiano                        | Elezione 1960                                     |                                                   |                                                   |
| 1964                                                 | Nicola Badaloni                                   | 1966                                              | Partito Comunista Italiano                                     | Partito Comunista Italiano                        | Partito Comunista Italiano                        | Elezione 1964                                     |                                                   |                                                   |
|                                                      | Dino Raugi                                        |                                                   | Partito Comunista Italiano                                     | Partito Comunista Italiano                        | Partito Comunista Italiano                        | Elezione 1964                                     | 1966                                              | 1970                                              |
| 1970                                                 | Dino Raugi                                        | 1975                                              | Partito Comunista Italiano                                     | Partito Comunista Italiano                        | Partito Comunista Italiano                        | Elezione 1970                                     |                                                   |                                                   |
|                                                      | Alì Nannipieri                                    |                                                   | Partito Comunista Italiano                                     | Partito Comunista Italiano                        | Partito Comunista Italiano                        | 1975                                              | 1980                                              | Elezione 1975                                     |
| 1980                                                 | Alì Nannipieri                                    | 1985                                              | Partito Comunista Italiano                                     | Partito Comunista Italiano                        | Partito Comunista Italiano                        | Elezione 1980                                     |                                                   |                                                   |
|                                                      | Roberto Benvenuti                                 |                                                   | Partito Comunista Italiano                                     | Partito Comunista Italiano                        | Partito Comunista Italiano                        | 22 giugno 1985                                    | 21 giugno 1990                                    | Elezione 1985                                     |
| 21 giugno 1990                                       | Roberto Benvenuti                                 | 31 dicembre 1991                                  | Partito Comunista Italiano                                     | Partito Comunista Italiano                        | Partito Comunista Italiano                        | Elezione 1990                                     |                                                   |                                                   |
|                                                      | Gianfranco Lamberti                               |                                                   | Partito Democratico della Sinistra                             | Partito Democratico della Sinistra                | Partito Democratico della Sinistra                | Elezione 1990                                     | 5 febbraio 1992                                   | 24 aprile 1995                                    |
| Sindaci eletti direttamente dai cittadini (dal 1995) |                                                   |                                                   |                                                                |                                                   |                                                   |                                                   |                                                   |                                                   |
| Nominativo                                           | Nominativo                                        | Partito                                           | Partito                                                        | Coalizione                                        | Coalizione                                        | Mandato                                           | Mandato                                           | Elezione                                          |
| Nominativo                                           | Nominativo                                        | Partito                                           | Partito                                                        | Coalizione                                        | Coalizione                                        | Inizio                                            | Fine                                              | Elezione                                          |
|                                                      | Gianfranco Lamberti                               |                                                   | Partito Democratico della Sinistra poi Democratici di Sinistra |                                                   | PDS-PPI-PdD-FdV-CS-FL                             | 24 aprile 1995                                    | 14 giugno 1999                                    | Elezione 1995                                     |
|                                                      | Gianfranco Lamberti                               | DS-Dem-PdCI-FdV-SDI                               | Partito Democratico della Sinistra poi Democratici di Sinistra | 14 giugno 1999                                    | 14 giugno 2004                                    | Elezione 1999                                     |                                                   |                                                   |
|                                                      | Alessandro Cosimi                                 |                                                   | Democratici di Sinistra                                        |                                                   | DS-DL-PdCI-IdV                                    | 14 giugno 2004                                    | 8 giugno 2009                                     | Elezione 2004                                     |
|                                                      | Alessandro Cosimi                                 | Partito Democratico                               |                                                                | PD-IdV-SEL                                        | 8 giugno 2009                                     | 11 giugno 2014                                    | Elezione 2009                                     |                                                   |
|                                                      | Filippo Nogarin                                   |                                                   | Movimento 5 Stelle                                             |                                                   | M5S                                               | 11 giugno 2014                                    | 11 giugno 2019                                    | Elezione 2014                                     |
|                                                      | Luca Salvetti                                     |                                                   | Indipendente                                                   |                                                   | PD-L. civiche                                     | 11 giugno 2019                                    | 13 giugno 2024                                    | Elezione 2019                                     |
|                                                      | Luca Salvetti                                     | PD-AVS-L. civiche                                 | Indipendente                                                   | 13 giugno 2024                                    | in carica                                         | Elezione 2024                                     |                                                   |                                                   |